# Powerless (bài hát của Linkin Park)
"Powerless" là một bài hát của ban nhạc rock người Mỹ Linkin Park. Bài hát được sáng tác bởi ban nhạc và được sản xuất bởi ca sĩ Mike Shinoda và Rick Rubin. Tựa gốc của bài là "Tinfoil", được dùng làm phần mở bài. Nó được phát hành trên iTunes làm đĩa đơn kỹ thuật số trích từ đĩa nhạc nền phim Abraham Lincoln: Thợ săn ma cà rồng vào ngày 31 tháng 10 năm 2012, tại Nhật Bản. Bài hát cũng được phát hành làm đĩa đơn trên toàn thế giới thông qua trang web chính thức của ban nhạc. Bài hát được phát hành làm đĩa đơn thứ 3 trong album Living Things. Bản phát hành bao gồm bức họa "Powerless" và chỉ có một bản nhạc.

## Biên soạn
"Powerless" là một bài hát nhịp trung có các quãng ngắt, phần hòa âm bay bổng và phần âm tổng hợp trầm lắng. Bài hát được sản xuất trên nền piano và được Spin mô tả là có "âm hưởng electro-goth giống như Bruno Mars trong nhạc phim Twilight gần đây nhất". Silver Tongue Online mô tả bài hát là "nền tảng của những âm bộ gõ và điện tử liên hồi, một phần điệp khúc càn quét và phần bridge mang tầm Coldplay".  Nó cũng được mô tả là một "bài hát Linkin Park cổ điển, cảm xúc dâng trào". Về mặt ca từ, bài hát nói về việc một người bạn hay người yêu của mình tự hủy hoại bản thân.

## Quảng bá
"Powerless", ca khúc thứ 12 và là ca khúc kết thúc album, được góp mặt trong phần kết thúc của bộ phim Abraham Lincoln: Thợ săn ma cà rồng. Một video ca nhạc biểu diễn của "Powerless" có các cảnh trong phim đã được phát hành trên Yahoo!, đóng vai trò là đoạn giới thiệu âm nhạc của bộ phim. MV được thực hiện bởi Timur Bekmambetov, đạo diễn của Abraham Lincoln: Vampire Hunter. Đoạn video được quay tại Berlin, Đức.  Bekmambetov đã chiếu bộ phim cho ban nhạc, họ đã phản ứng tích cực với bộ phim và tin rằng ban nhạc có một bài hát phù hợp với bộ phim; do đó, "Powerless" đã được chọn.

## Đón nhận
Billboard liệt kê "Powerless" làm một ví dụ "về lý do tại sao Linkin Park vẫn sống còn trong khi những người đồng hương nu-metal của họ đã ít nhiều sa sút". AltSounds.com nói rằng bài hát "chắc chắn là lớn hơn và táo bạo hơn phần lớn các bài hát khác trong album, nhưng nó vẫn chưa đủ sức lay chuyển bạn đến tận thâm tâm như tôi muốn".

## Video âm nhạc
Chester Bennington đã xác nhận trong một cuộc phỏng vấn rằng một video âm nhạc sẽ được quay cho "Powerless". Music for Relief đã công chiếu video quảng cáo của "Powerless" vào ngày 27 tháng 11 năm 2012. Đoạn video dài 2 phút là sự tổng hợp giữa cảnh phim "Powerless" được quay cho đoạn giới thiệu phim Abraham Lincoln: Thợ săn ma cà rồng và các đoạn phim của chiến dịch Music for Relief's Power the World.

## Danh sách ca khúc
| Đĩa đơn kỹ thuật số | Đĩa đơn kỹ thuật số | Đĩa đơn kỹ thuật số | Đĩa đơn kỹ thuật số |
| STT                 | Nhan đề             | Sáng tác            | Thời lượng          |
| ------------------- | ------------------- | ------------------- | ------------------- |
| 1.                  | "Powerless"         | Linkin Park         | 3:44                |

## Xếp hạng
| Bảng xếp hạng (2012)                                           | Vị trí cao nhất |
| -------------------------------------------------------------- | --------------- |
| Rock & Metal Vương quốc Anh (Công ty Bảng xếp hạng Chính thức) | 40              |

## Lịch sử phát hành
| Khu vực  | Ngày                      | Định dạng             | Hãng         |
| -------- | ------------------------- | --------------------- | ------------ |
| Nhật Bản | Ngày 31 tháng 10 năm 2012 | Tải xuống kỹ thuật số | Warner Bros. |
| Thế giới | Ngày 31 tháng 10 năm 2012 | Tải xuống kỹ thuật số | Warner Bros. |